# Wereldkampioenschap superbike van Brands Hatch 2002
Het wereldkampioenschap superbike van Brands Hatch 2002 was de tiende ronde van het wereldkampioenschap superbike en de negende ronde van het wereldkampioenschap Supersport 2002. De races werden verreden op 28 juli 2002 op Brands Hatch nabij West Kingsdown, Verenigd Koninkrijk.

## Superbike

### Race 1
| Pos | Nr  | Rijder               | Constructeur | Rondes | Tijd                | Grid | Punten |
| --- | --- | -------------------- | ------------ | ------ | ------------------- | ---- | ------ |
| 1   | 2   | Colin Edwards        | Honda        | 25     | 36:27.555           | 2    | 25     |
| 2   | 100 | Neil Hodgson         | Ducati       | 25     | +1.173              | 1    | 20     |
| 3   | 1   | Troy Bayliss         | Ducati       | 25     | +10.327             | 4    | 16     |
| 4   | 41  | Noriyuki Haga        | Aprilia      | 25     | +22.243             | 11   | 13     |
| 5   | 11  | Rubén Xaus           | Ducati       | 25     | +22.483             | 12   | 11     |
| 6   | 9   | Chris Walker         | Kawasaki     | 25     | +26.496             | 10   | 10     |
| 7   | 155 | Ben Bostrom          | Ducati       | 25     | +26.535             | 8    | 9      |
| 8   | 7   | Pierfrancesco Chili  | Ducati       | 25     | +26.788             | 5    | 8      |
| 9   | 52  | James Toseland       | Ducati       | 25     | +32.322             | 6    | 7      |
| 10  | 55  | Shane Byrne          | Ducati       | 25     | +32.634             | 9    | 6      |
| 11  | 33  | Juan Borja           | Ducati       | 25     | +38.192             | 7    | 5      |
| 12  | 30  | Alessandro Antonello | Ducati       | 25     | +46.955             | 20   | 4      |
| 13  | 14  | Hitoyasu Izutsu      | Kawasaki     | 25     | +47.247             | 21   | 3      |
| 14  | 56  | Dean Ellison         | Ducati       | 25     | +48.785             | 16   | 2      |
| 15  | 10  | Gregorio Lavilla     | Suzuki       | 25     | +49.890             | 15   | 1      |
| 16  | 20  | Marco Borciani       | Ducati       | 25     | +57.652             | 18   |        |
| 17  | 5   | Mark Heckles         | Honda        | 25     | +1:07.542           | 22   |        |
| 18  | 6   | Peter Goddard        | Benelli      | 25     | +1:08.229           | 23   |        |
| 19  | 99  | Steve Martin         | Ducati       | 25     | +1:21.303           | 14   |        |
| 20  | 57  | Glen Richards        | Kawasaki     | 25     | +1:25.120           | 13   |        |
| DNF | 54  | Michael Rutter       | Ducati       | 20     | Ongeluk             | 3    |        |
| DNF | 46  | Mauro Sanchini       | Kawasaki     | 12     | Ongeluk             | 19   |        |
| DNF | 12  | Broc Parkes          | Ducati       | 8      | Uitgevallen         | 26   |        |
| DNF | 19  | Lucio Pedercini      | Ducati       | 6      | Uitgevallen         | 17   |        |
| DNF | 68  | Bertrand Stey        | Honda        | 4      | Uitgevallen         | 25   |        |
| DNF | 36  | Ivan Clementi        | Kawasaki     | 3      | Ongeluk             | 24   |        |
| DNS | 69  | Thierry Mulot        | Ducati       | 0      | Niet gestart        |      |        |
| DNQ | 70  | Yann Gyger           | Honda        | 0      | Niet gekwalificeerd |      |        |

### Race 2
| Pos | Nr  | Rijder               | Constructeur | Rondes | Tijd                | Grid | Punten |
| --- | --- | -------------------- | ------------ | ------ | ------------------- | ---- | ------ |
| 1   | 2   | Colin Edwards        | Honda        | 25     | 36:27.655           | 2    | 25     |
| 2   | 1   | Troy Bayliss         | Ducati       | 25     | +2.326              | 4    | 20     |
| 3   | 100 | Neil Hodgson         | Ducati       | 25     | +2.748              | 1    | 16     |
| 4   | 155 | Ben Bostrom          | Ducati       | 25     | +13.130             | 8    | 13     |
| 5   | 41  | Noriyuki Haga        | Aprilia      | 25     | +13.272             | 11   | 11     |
| 6   | 11  | Rubén Xaus           | Ducati       | 25     | +13.293             | 12   | 10     |
| 7   | 7   | Pierfrancesco Chili  | Ducati       | 25     | +14.964             | 5    | 9      |
| 8   | 9   | Chris Walker         | Kawasaki     | 25     | +21.924             | 10   | 8      |
| 9   | 54  | Michael Rutter       | Ducati       | 25     | +24.708             | 3    | 7      |
| 10  | 55  | Shane Byrne          | Ducati       | 25     | +29.830             | 9    | 6      |
| 11  | 33  | Juan Borja           | Ducati       | 25     | +30.216             | 7    | 5      |
| 12  | 10  | Gregorio Lavilla     | Suzuki       | 25     | +30.609             | 15   | 4      |
| 13  | 30  | Alessandro Antonello | Ducati       | 25     | +44.370             | 20   | 3      |
| 14  | 57  | Glen Richards        | Kawasaki     | 25     | +46.794             | 13   | 2      |
| 15  | 20  | Marco Borciani       | Ducati       | 25     | +51.631             | 18   | 1      |
| 16  | 99  | Steve Martin         | Ducati       | 25     | +54.379             | 14   |        |
| 17  | 14  | Hitoyasu Izutsu      | Kawasaki     | 25     | +58.153             | 21   |        |
| 18  | 12  | Broc Parkes          | Ducati       | 25     | +1:05.044           | 26   |        |
| 19  | 46  | Mauro Sanchini       | Kawasaki     | 25     | +1:05.983           | 19   |        |
| 20  | 5   | Mark Heckles         | Honda        | 25     | +1:08.833           | 22   |        |
| 21  | 36  | Ivan Clementi        | Kawasaki     | 25     | +1:14.027           | 24   |        |
| DNF | 56  | Dean Ellison         | Ducati       | 24     | Ongeluk             | 16   |        |
| DNF | 52  | James Toseland       | Ducati       | 14     | Ongeluk             | 6    |        |
| DNF | 19  | Lucio Pedercini      | Ducati       | 3      | Uitgevallen         | 17   |        |
| DNF | 68  | Bertrand Stey        | Honda        | 3      | Uitgevallen         | 25   |        |
| DNF | 6   | Peter Goddard        | Benelli      | 0      | Ongeluk             | 23   |        |
| DNS | 69  | Thierry Mulot        | Ducati       | 0      | Niet gestart        |      |        |
| DNQ | 70  | Yann Gyger           | Honda        | 0      | Niet gekwalificeerd |      |        |

## Supersport
De race werd tot twee keer toe stilgelegd vanwege crashes van achtereenvolgens Stéphane Chambon en Karl Muggeridge. Antonio Carlacci werd gediskwalificeerd omdat zijn motorfiets niet aan de technische reglementen voldeed.
| Pos | Nr  | Rijder                | Constructeur | Rondes | Tijd              | Grid | Punten |
| --- | --- | --------------------- | ------------ | ------ | ----------------- | ---- | ------ |
| 1   | 37  | Katsuaki Fujiwara     | Suzuki       | 23     | 35:09.441         | 7    | 25     |
| 2   | 99  | Fabien Foret          | Honda        | 23     | +0.286            | 1    | 20     |
| 3   | 2   | Paolo Casoli          | Yamaha       | 23     | +1.442            | 11   | 16     |
| 4   | 9   | Iain MacPherson       | Honda        | 23     | +4.955            | 3    | 13     |
| 5   | 3   | Jörg Teuchert         | Yamaha       | 23     | +6.298            | 5    | 11     |
| 6   | 91  | Christian Kellner     | Yamaha       | 23     | +7.741            | 8    | 10     |
| 7   | 15  | Alessio Corradi       | Yamaha       | 23     | +12.375           | 15   | 9      |
| 8   | 17  | Chris Vermeulen       | Honda        | 23     | +14.412           | 13   | 8      |
| 9   | 5   | Kevin Curtain         | Yamaha       | 23     | +25.491           | 12   | 7      |
| 10  | 54  | Stuart Easton         | Ducati       | 23     | +27.837           | 26   | 6      |
| 11  | 20  | Stefano Cruciani      | Yamaha       | 23     | +29.230           | 19   | 5      |
| 12  | 71  | Werner Daemen         | Honda        | 23     | +31.523           | 16   | 4      |
| 13  | 8   | James Ellison         | Kawasaki     | 23     | +37.655           | 21   | 3      |
| 14  | 116 | Sébastien Charpentier | Honda        | 23     | +42.579           | 17   | 2      |
| 15  | 10  | John McGuinness       | Honda        | 23     | +52.075           | 22   | 1      |
| 16  | 70  | Nigel Arnold          | Honda        | 23     | +1:00.432         | 27   |        |
| 17  | 64  | Claudio Cipriani      | Yamaha       | 23     | +1:00.952         | 28   |        |
| 18  | 1   | Andrew Pitt           | Kawasaki     | 23     | +1:06.097         | 14   |        |
| 19  | 42  | Matthieu Lagrive      | Yamaha       | 23     | +1:15.959         | 23   |        |
| DNF | 88  | Scott Smart           | Honda        | 21     | Schade ongeluk    | 25   |        |
| DNF | 33  | Rob Frost             | Yamaha       | 20     | Uitgevallen       | 20   |        |
| DNF | 7   | Karl Muggeridge       | Honda        | 13     | Ongeluk           | 2    |        |
| DNF | 11  | Piergiorgio Bontempi  | Ducati       | 9      | Ongeluk           | 18   |        |
| DNF | 12  | Stéphane Chambon      | Suzuki       | 6      | Ongeluk           | 4    |        |
| DNF | 69  | James Whitham         | Yamaha       | 6      | Uitgevallen       | 6    |        |
| DNF | 13  | Christophe Cogan      | Honda        | 3      | Ongeluk           | 9    |        |
| DNF | 16  | Gianluca Nannelli     | Ducati       | 0      | Uitgevallen       | 24   |        |
| DSQ | 44  | Antonio Carlacci      | Yamaha       | 23     | Gediskwalificeerd | 10   |        |

## Tussenstanden na wedstrijd

### Superbike
| Pos | Nr  | Rijder        | Team    | Punten |
| --- | --- | ------------- | ------- | ------ |
| 1   | 1   | Troy Bayliss  | Ducati  | 441    |
| 2   | 2   | Colin Edwards | Honda   | 402    |
| 3   | 100 | Neil Hodgson  | Ducati  | 257    |
| 4   | 41  | Noriyuki Haga | Aprilia | 206    |
| 5   | 155 | Ben Bostrom   | Ducati  | 206    |

### Supersport
| Pos | Nr | Rijder            | Team     | Punten |
| --- | -- | ----------------- | -------- | ------ |
| 1   | 99 | Fabien Foret      | Honda    | 138    |
| 2   | 37 | Katsuaki Fujiwara | Suzuki   | 129    |
| 3   | 12 | Stéphane Chambon  | Suzuki   | 115    |
| 4   | 1  | Andrew Pitt       | Kawasaki | 113    |
| 5   | 91 | Christian Kellner | Yamaha   | 88     |

1993 · 1995 · 1996 · 1997 · 1998 · 1999 · 2000 (I) · 2000 (II) · 2001 · 2002 · 2003 · 2004 · 2005 · 2006 · 2007 · 2008